# Bayerischer Bodensee
Bayerischer Bodensee este o arie protejată (arie de protecție specială avifaunistică — SPA) din Germania întinsă pe o suprafață de 807 ha, integral pe uscat.

## Localizare
Centrul sitului Bayerischer Bodensee este situat la coordonatele 47°33′22″N 9°38′37″E / 47.5561°N 9.6436°E.

## Înființare
Situl Bayerischer Bodensee a fost declarat arie de protecție specială avifaunistică în septembrie 2006 pentru a proteja 17 specii de animale.

## Biodiversitate
Situată în ecoregiunea continentală, aria protejată nu include niciun habitat protejat.
La baza desemnării sitului se află mai multe specii protejate de  păsări (17): pescăruș albastru (Alcedo atthis), rață lingurar (Anas clypeata), rață mică (Anas crecca crecca), Anas strepera strepera, rață-cu-cap-castaniu (Aythya ferina), rața moțată (Aythya fuligula), Bucephala clangula, Fulica atra atra, pescăruș sur (Larus canus), Larus michahellis, Mergus merganser merganser, rață cu ciuf (Netta rufina), Numenius arquata arquata, Podiceps cristatus cristatus, Podiceps nigricollis nigricollis, eider (Somateria mollissima), chiră de baltă (Sterna hirundo).